# Pieve di San Giusto (Suvereto)
La pieve di San Giusto è un luogo di culto cattolico che si trova in piazza Vittorio Veneto a Suvereto, in provincia di Livorno.

## Storia
La chiesa, ricordata fin dal 923, di probabile origine altomedievale, è uno dei più interessanti edifici romanici della provincia di Livorno. Fu ricostruito nel 1189 dai maestri Barone Amico e Bono da Calci, come attesta l'epigrafe incisa sull'intonaco del transetto sinistro. La matrice pisana è apprezzabile sia nel tipo di decorazione della chiesa sia nella scelta dell'impianto a navata unica con transetto. La facciata è aperta da un portale fiancheggiato da due colonne, i cui capitelli sorreggono due leoni; l'architrave è sormontato da un archivolto bicromo decorato a girali. Nella parte superiore della facciata c'è un occhio quadrilobato. All'interno, si trova un fonte battesimale ottagonale, tardomedievale.

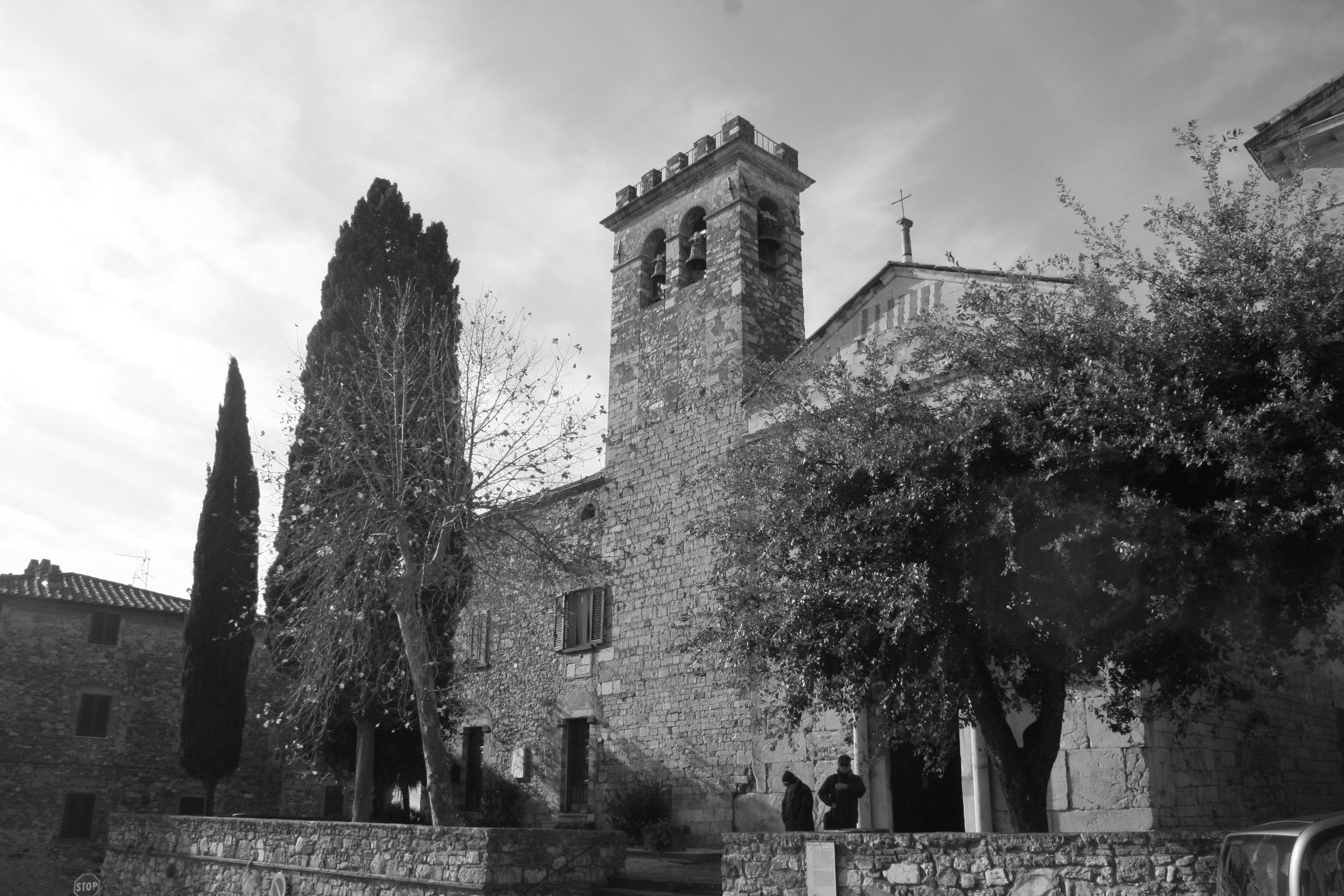
La Pieve nella piazza
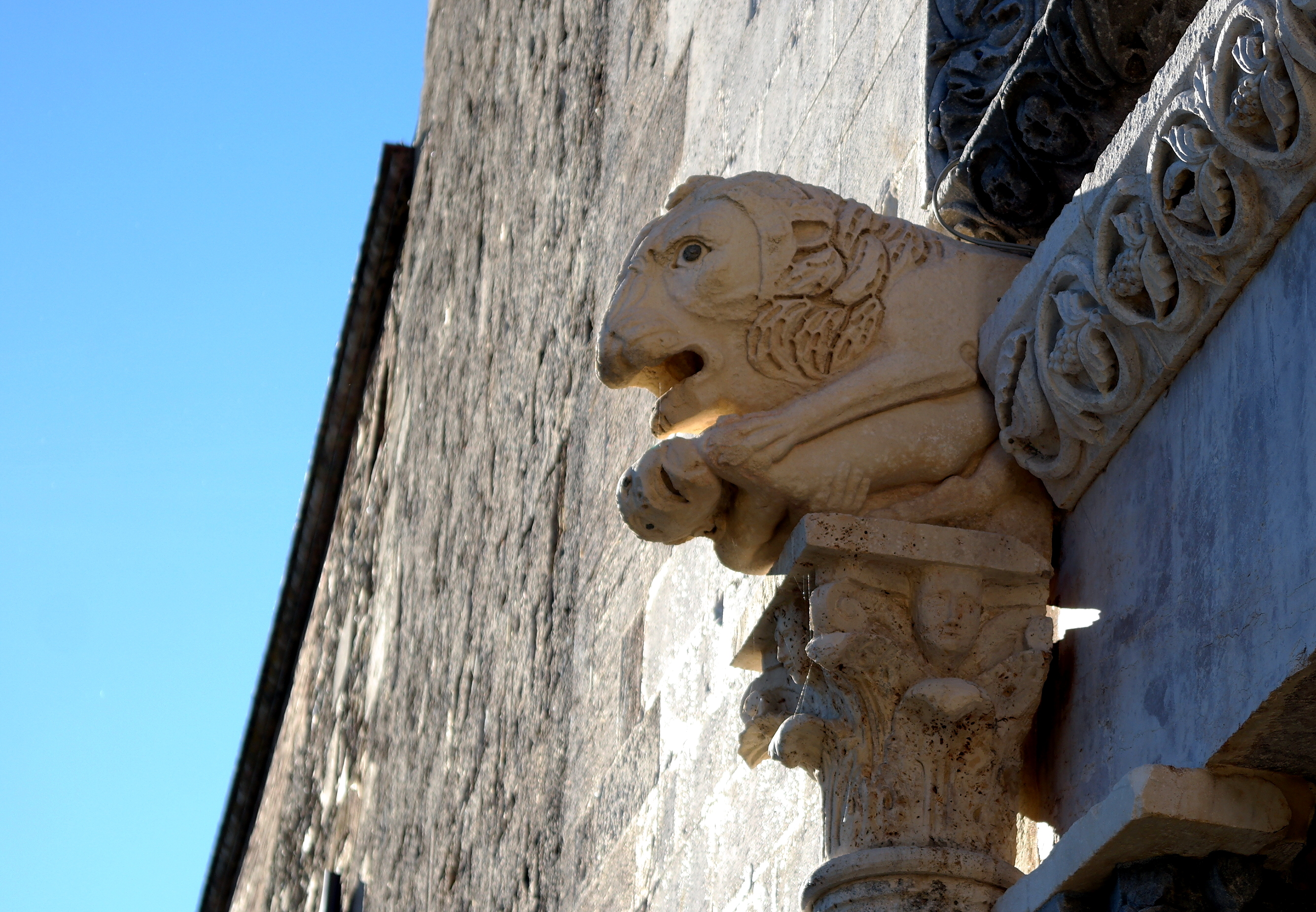
Dettaglio di uno dei due leoni sorretti dai capitelli del portale
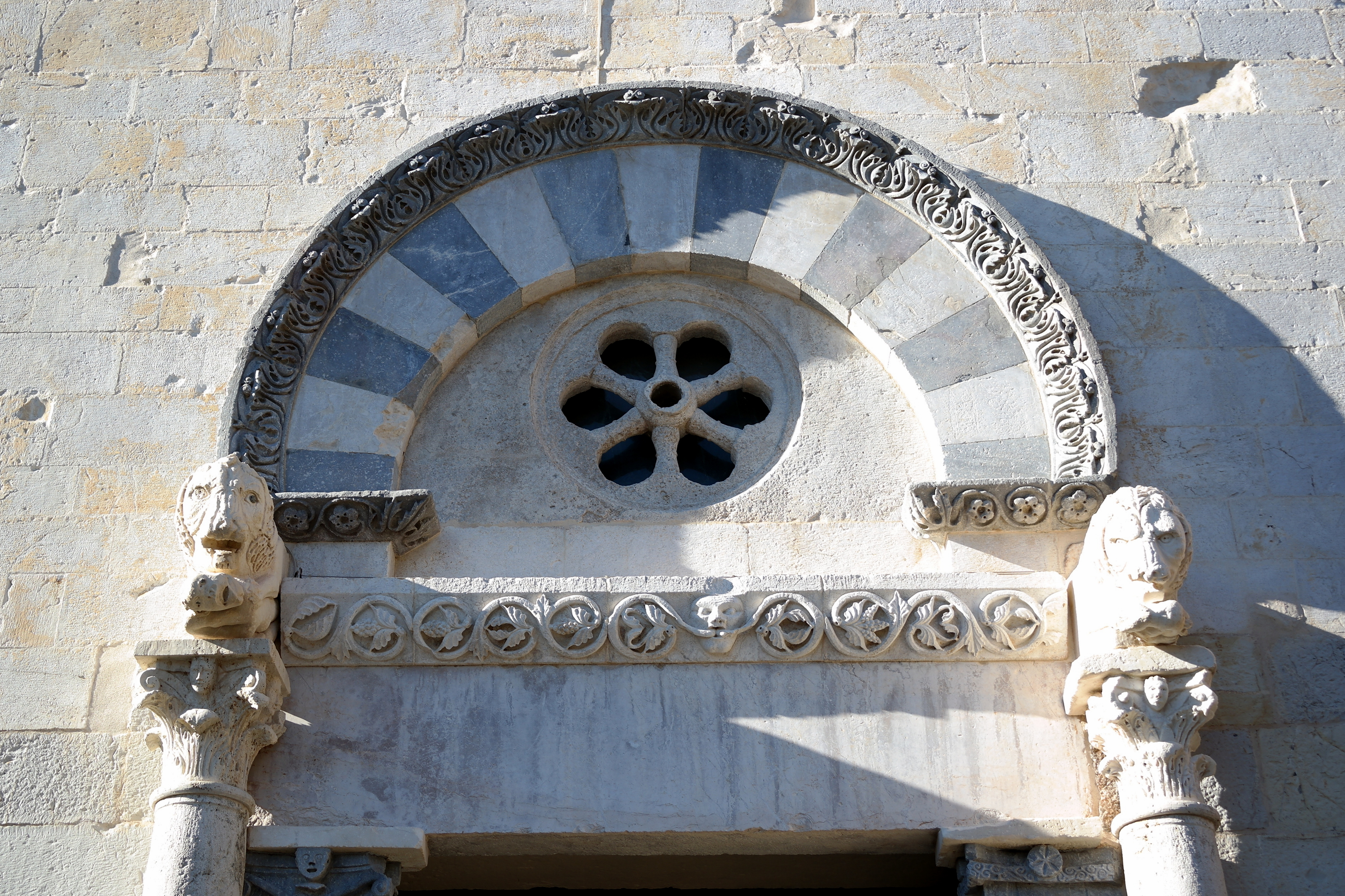
Portale
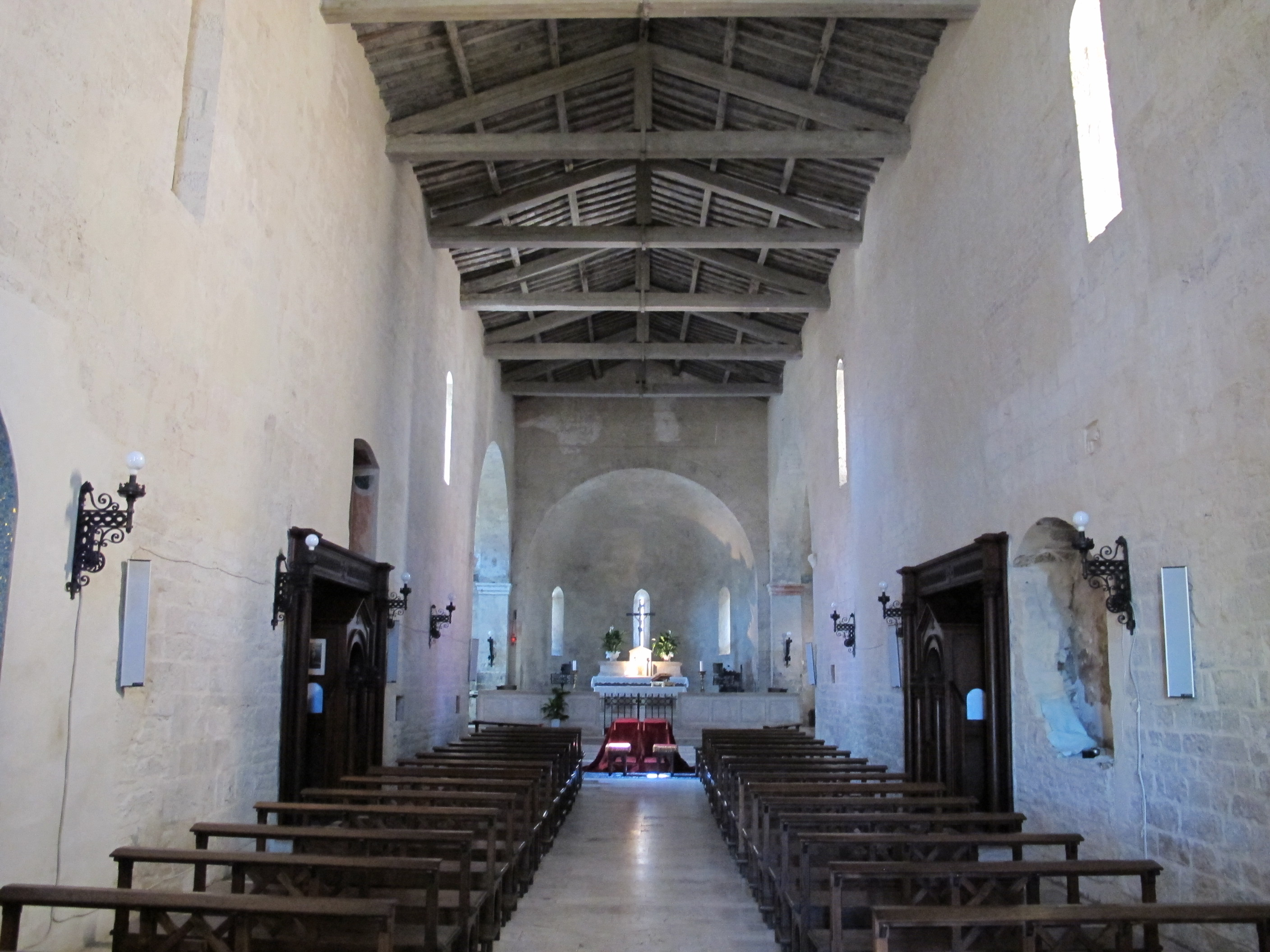
Interno
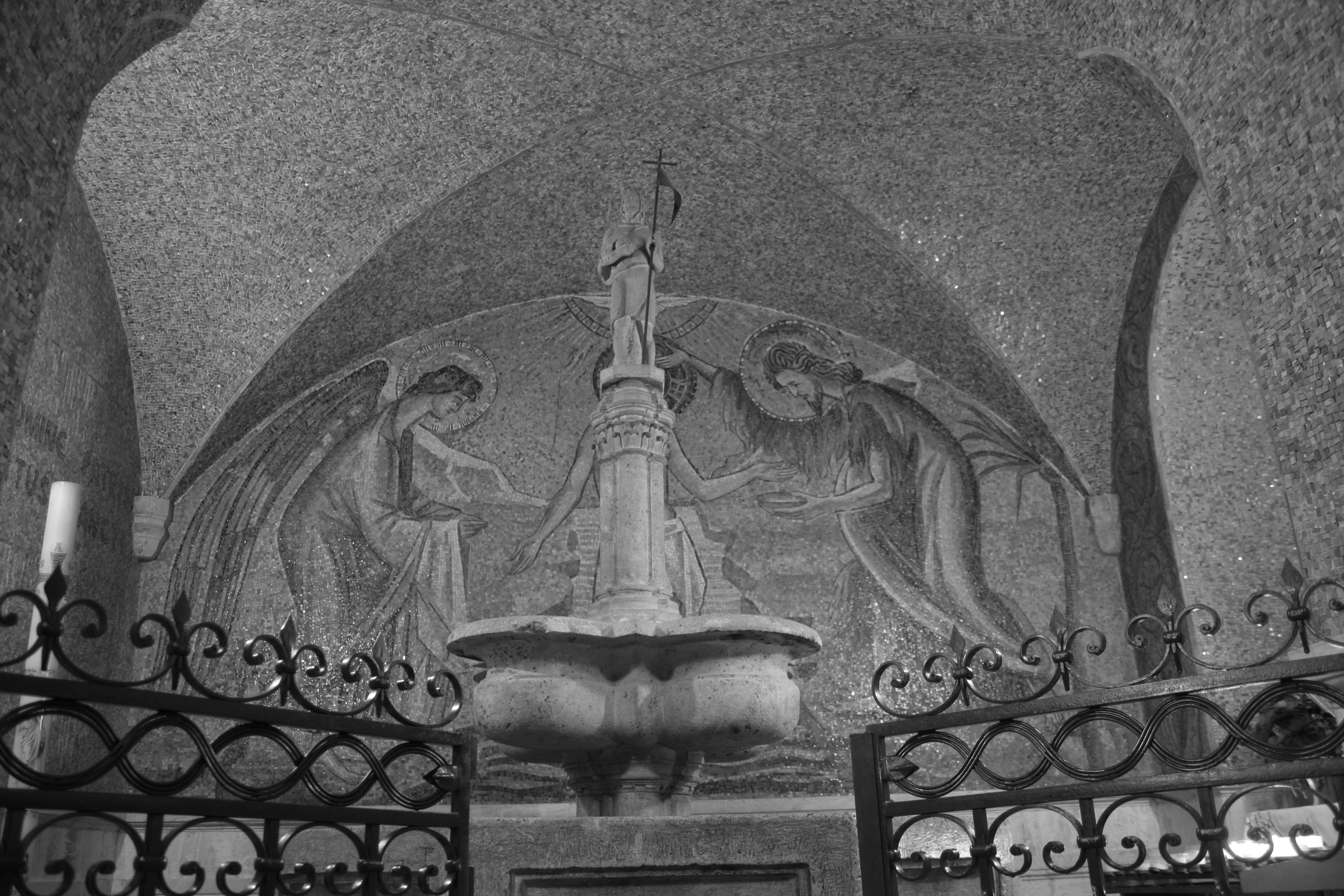
Fonte battesimale
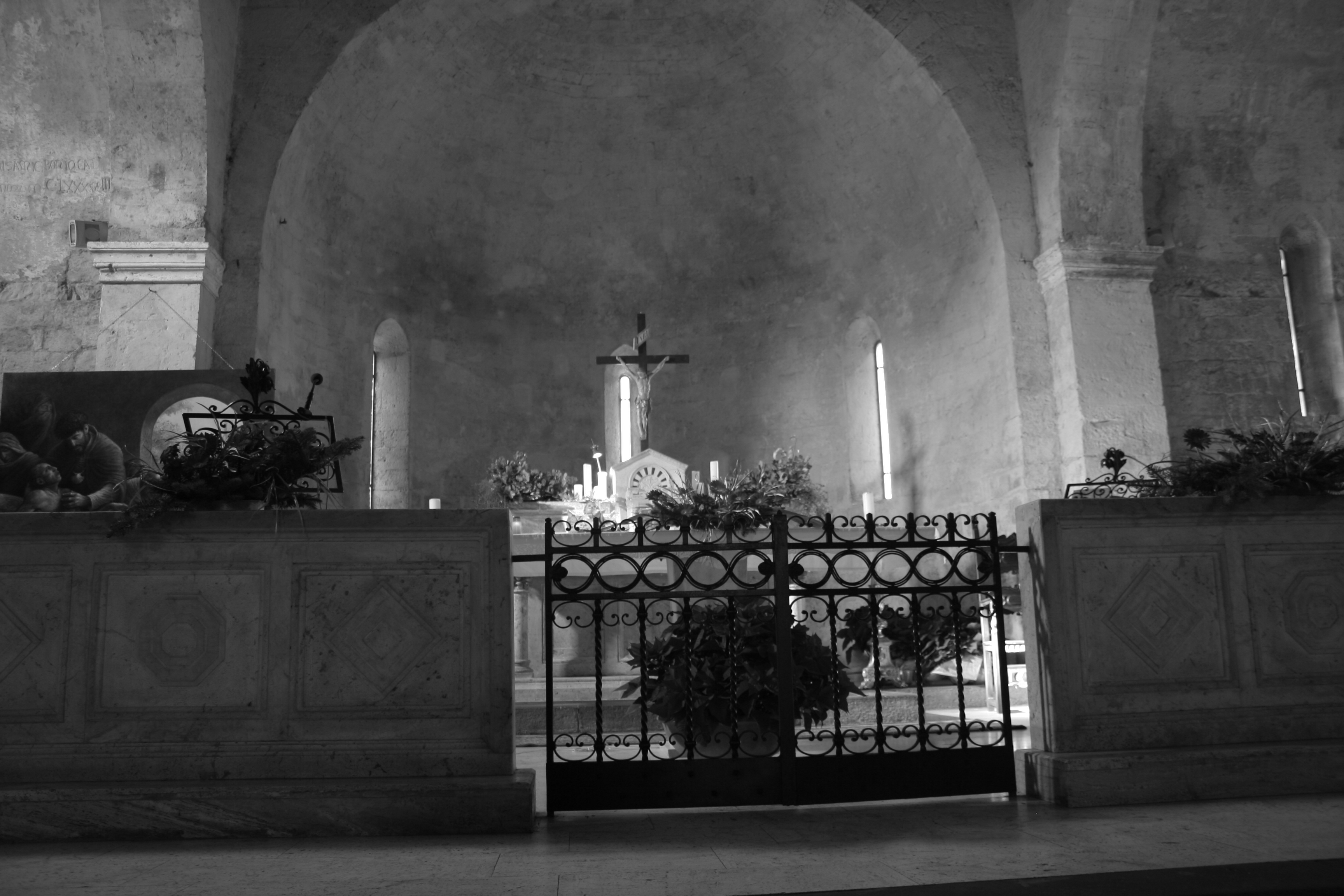
Altare